# マックハウス
株式会社マックハウス（英: MAC HOUSE CO.,LTD.）は、ジーンズを中心に販売するカジュアル衣料品の販売店「マックハウス」などを運営する日本の企業。
G Future Fund1号投資事業有限責任組合の子会社。かつてはチヨダ系列であった。

## 概要

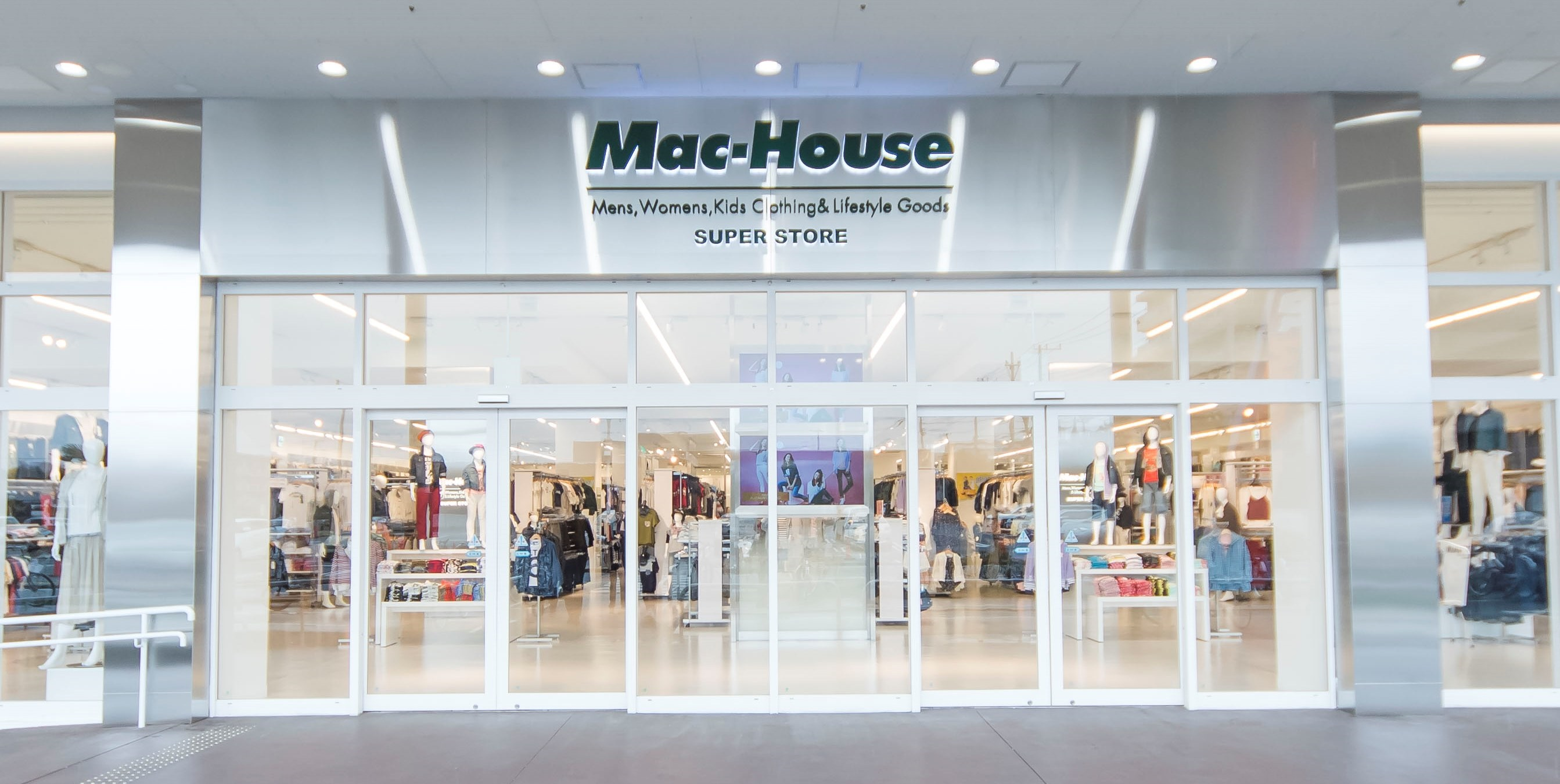
マックハウススーパーストア湘南藤沢店

店舗屋号はレオとの合併もあって、「マックハウス」「マックハウスプラザ」以外に「アウトレットJ」などの7つから構成、店舗数も合併による効果もあってロードサイド店舗を中心として500店舗を越える。またセディナ（旧・オーエムシーカード）と提携し、「マックハウスカード」も発行している。
取り扱いブランドは「navy」（ネイビー）、「Dickies」（ディッキーズ）、「Norton」（ノートン）など。またプライベートブランドとして「リアルスタンダード」などがあり、低価格の商品も多数取り扱う。
2024年10月11日、トラストアップによる株式公開買付け（TOB）を受け入れることを発表。トラストアップによるTOBは、同社が結成したG Future Fund1号投資事業有限責任組合が実施し、親会社（当時）のチヨダはTOBに賛同した。同年11月12日に株式公開買付けが成立、マックハウスは同年11月19日にG Future Fund1号投資事業有限責任組合の子会社となり、同日付でチヨダと資本関係がなくなった。なお、東京証券取引所スタンダード市場上場は維持される。
2025年9月17日付で既存のアパレル事業に限定したイメージを一新し、企業の進化と多角的事業展開を的確に反映することを目的に、商号をジーイエット株式会社に変更予定。

## 沿革
- 1990年（平成2年）6月1日 - チヨダの100%出資子会社「株式会社マックハウス」として設立[1]。
- 1996年（平成8年） - 47都道府県全てに出店。
- 1999年（平成11年）2月10日 - 株式を店頭公開[2]（ジャスダック）。
- 2000年（平成12年）10月 - チヨダと共同でレオへ株式公開買付けを行い、レオの筆頭株主となる[1]。
- 2001年（平成13年） - 米国ラッセル・ブランズの日本法人とスポーツカジュアルブランド「DISCUS」の国内販売独占契約を締結。
- 2003年（平成15年） - ロゴを『MAC-HOUSE』から『Mac-House』に変更。
- 2005年（平成17年） - レオを吸収合併。
- 2024年（令和6年）
  - 11月12日 - トラストアップが結成したG Future Fund1号投資事業有限責任組合による株式公開買付けが成立。
  - 11月19日 - G Future Fund1号投資事業有限責任組合の子会社となる。
- 2025年（令和7年）9月17日 - 商号をジーイエット株式会社に変更予定[7]。